# Cafetal Segundo
Cafetal Segundo är en ort i Mexiko.   Den ligger i kommunen San Lucas Ojitlán och delstaten Oaxaca, i den sydöstra delen av landet, 300 km sydost om huvudstaden Mexico City. Cafetal Segundo ligger 93 meter över havet och antalet invånare är 210.
Terrängen runt Cafetal Segundo är platt åt sydväst, men åt nordost är den kuperad. Runt Cafetal Segundo är det ganska glesbefolkat, med 39 invånare per kvadratkilometer. Närmaste större samhälle är San Lucas Ojitlán, 4,1 km väster om Cafetal Segundo. Omgivningarna runt Cafetal Segundo är en mosaik av jordbruksmark och naturlig växtlighet.